# Harry Litwack
Harold Litwack, detto Harry (Regno di Galizia e Lodomeria, 20 settembre 1907 – Huntingdon Valley, 7 agosto 1999), è stato un cestista e allenatore di pallacanestro statunitense, membro del Naismith Memorial Basketball Hall of Fame dal 1976, in qualità di allenatore.